# Aranka
Aranka est un prénom hongrois féminin.

## Étymologie
Mauvaise herbe qui croît dans les prairies et envahit parfois des étendues considérables.
Ce nom représente aussi une sorte de diablesse représentée avec 4 queues et un seul œil ; elle dévorerait les chercheurs d'or dans la légende populaire hongroise.